# Saint-Amandin
Saint-Amandin is een gemeente in het Franse departement Cantal (regio Auvergne-Rhône-Alpes) en telt 245 inwoners (1999). De plaats maakt deel uit van het arrondissement Saint-Flour.

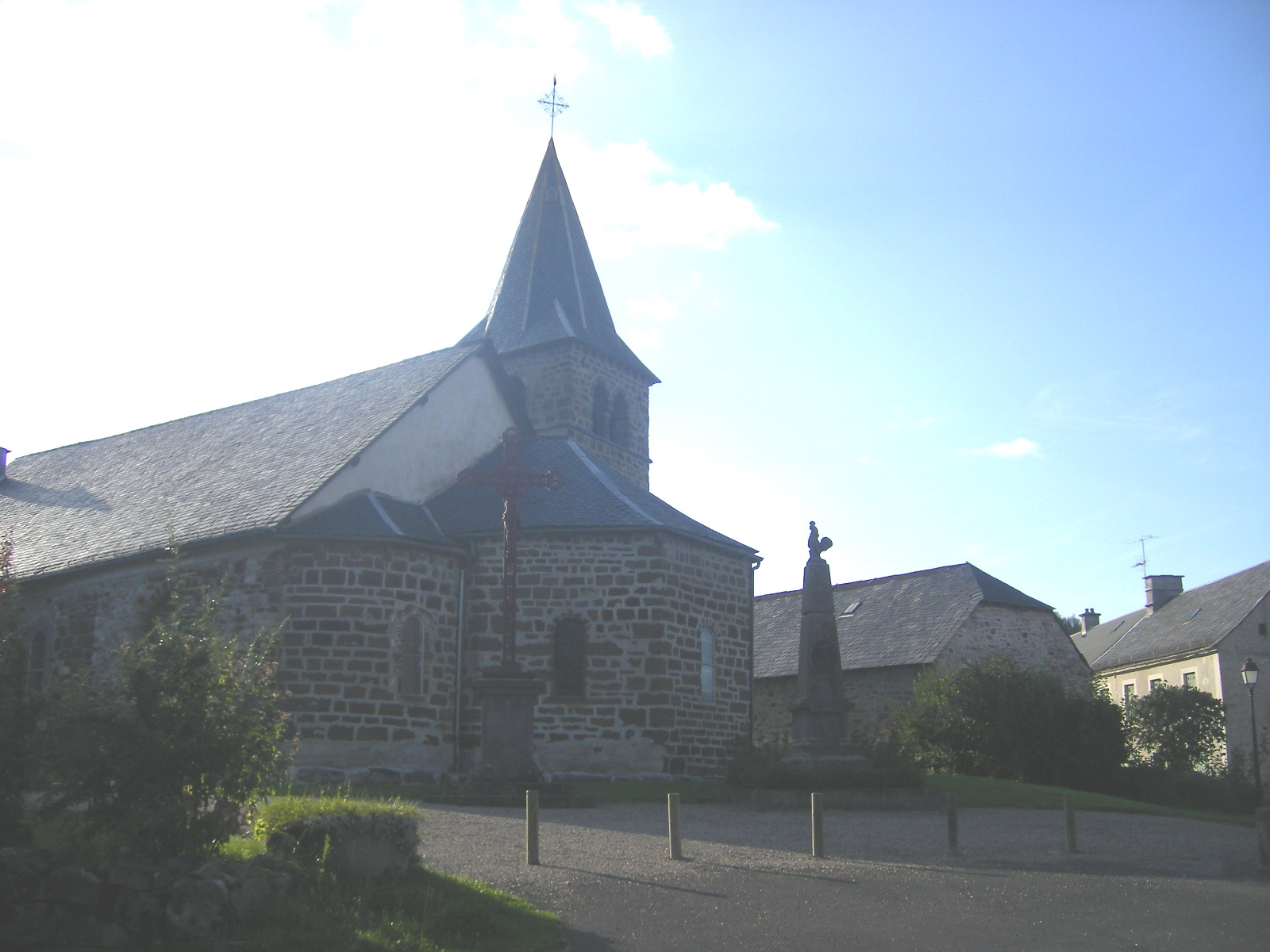
Saint-Amandin

## Geografie
De oppervlakte van Saint-Amandin bedraagt 31,6 km², de bevolkingsdichtheid is 7,8 inwoners per km².
De onderstaande kaart toont de ligging van Saint-Amandin met de belangrijkste infrastructuur en aangrenzende gemeenten.

## Demografie
Onderstaande figuur toont het verloop van het inwonertal (bron: INSEE-tellingen).

Vanwege een beveiligingsprobleem met de MediaWiki Graph-software is het momenteel niet mogelijk deze grafiek weer te geven. Zodra de software is bijgewerkt zal de grafiek vanzelf weer zichtbaar worden.